# Eutrepsia phoebe
Eutrepsia phoebe là một loài bướm đêm trong họ Geometridae.